# Kerplunk!
Kerplunk es el segundo álbum de Green Day. Fue lanzado en 1991 por Lookout! Records en Estados Unidos, el último que la banda lanzó con la discográfica independiente, y por el sello Epitaph Records en Europa. Es el primer disco con Tré Cool como baterista, quien reemplazó a Al Sobrante, baterista original de la banda. En los lanzamientos de este álbum en CD se incluyeron cuatro canciones extras que provienen del EP Sweet Children, el tercer EP del grupo lanzado en 1990, donde en estas canciones Al Sobrante participó como baterista.
Las letras fueron compuestas por Billie Joe Armstrong, con la excepción de «Dominated Love Slave» que fue escrita por Tré Cool, el segundo baterista de la banda y «My Generation», de The Who. «Sweet Children» es el primer nombre que tuvo la banda y la primera canción que compusieron juntos. En el álbum se encuentra «Welcome to Paradise», canción que sería remasterizada para su siguiente álbum, el exitoso Dookie.
Este álbum fue relanzado a principios del año 2007 esta vez bajo el sello discográfico Reprise Records (filial de Warner Records). Ha vendido cerca de cuatro millones de copias en todo el mundo desde que fuera puesto a la venta en 1991.
 Además en 2007 la revista Blender lo enumeró en puesto 47 en la lista de los «100 álbumes más grandes de punk rock».
Para agosto de 2010, Kerplunk había vendido 753 000 unidades en los Estados Unidos y 1 000 000 mundialmente.

## Listado de canciones
Todas las canciones escritas y compuestas por Billie Joe Armstrong, excepto donde se indique. 
| N.º   | Título                                        | Duración |  |
| 1.    | «2,000 Light Years Away»                      | 2:24     |  |
| 2.    | «One for the Razorbacks»                      | 2:30     |  |
| 3.    | «Welcome to Paradise»                         | 3:30     |  |
| 4.    | «Christie Road»                               | 3:33     |  |
| 5.    | «Private Ale»                                 | 2:26     |  |
| 6.    | «Dominated Love Slave» (escrita por Tré Cool) | 1:42     |  |
| 7.    | «One of My Lies»                              | 2:19     |  |
| 8.    | «80»                                          | 3:39     |  |
| 9.    | «Android»                                     | 3:00     |  |
| 10.   | «No One Knows»                                | 3:39     |  |
| 11.   | «Who Wrote Holden Caulfield?»                 | 2:44     |  |
| 12.   | «Words I Might Have Ate»                      | 2:32     |  |
| 33:58 |                                               |          |  |

| Canciones extra (sólo CD) |                                                                        |          |  |
| N.º                       | Título                                                                 | Duración |  |
| 13.                       | «Sweet Children»                                                       | 1:41     |  |
| 14.                       | «Best Thing in Town»                                                   | 2:03     |  |
| 15.                       | «Strangeland»                                                          | 2:08     |  |
| 16.                       | «My Generation» (escrita por Pete Townshend; interpretada por The Who) | 2:19     |  |
| 42:09                     |                                                                        |          |  |

## Créditos
- Billie Joe Armstrong – Vocalista y guitarra. Batería en «Dominated Love Slave».
- Mike Dirnt – Bajo, coros.
- Tré Cool – Batería. Voz y guitarra en «Dominated Love Slave».
- Al Sobrante – Batería en «Sweet Children», «Best Thing in Town», «Strangeland» y «My Generation» (esas canciones fueron grabadas por Green Day cuando aún se llamaba Sweet Children las cuales fueron interpretadas por Al Sobrante y agregadas al álbum).